# Billy (Calvados)
Pour les articles homonymes, voir Billy.
Billy est une ancienne commune française, située dans le département du Calvados en région Normandie, peuplée de 393 habitants.

## Toponymie
Le nom de la localité est attesté sous les formes Bilietum en 1077 (charte de Saint-Étienne), Billeium et Billie en 1086 (cartulaire de la Trinité), Billei en 1172 (charte de Henri II pour la Trinité), Billi en 1198 (magni rotuli, p. 46, 2), Bylle en 1234 (lib. rub. Troarn. p. 159), Bille 1238 (charte d’Ardennes, n° 166).

## Politique et administration
| Période                                  | Période       | Identité               | Étiquette | Qualité   |
| ---------------------------------------- | ------------- | ---------------------- | --------- | --------- |
| ?                                        | 2004 (?)      | André Jeanne           |           |           |
| 2004 (?)                                 | mars 2008     | Jean-François Le Baron | SE        |           |
| mars 2008                                | décembre 2016 | Françoise Jeanne       | SE        | Retraitée |
| Les données manquantes sont à compléter. |               |                        |           |           |

## Démographie
L'évolution du nombre d'habitants est connue à travers les recensements de la population effectués dans la commune depuis 1793. À partir du 1er janvier 2009, les populations légales des communes sont publiées annuellement dans le cadre d'un recensement qui repose désormais sur une collecte d'information annuelle, concernant successivement tous les territoires communaux au cours d'une période de cinq ans. 
Pour les communes de moins de 10 000 habitants, une enquête de recensement portant sur toute la population est réalisée tous les cinq ans, les populations légales des années intermédiaires étant quant à elles estimées par interpolation ou extrapolation. Pour la commune, le premier recensement exhaustif entrant dans le cadre du nouveau dispositif a été réalisé en 2008,.
En 2021, la commune comptait 393 habitants, en évolution de +0,26 % par rapport à 2015 (Calvados : +1,58 %, France hors Mayotte : +2,49 %).
| 1793 | 1800 | 1806 | 1821 | 1831 | 1836 | 1841 | 1846 | 1851 |
| ---- | ---- | ---- | ---- | ---- | ---- | ---- | ---- | ---- |
| 265  | 231  | 258  | 287  | 308  | 316  | 302  | 283  | 300  |

| 1856 | 1861 | 1866 | 1872 | 1876 | 1881 | 1886 | 1891 | 1896 |
| ---- | ---- | ---- | ---- | ---- | ---- | ---- | ---- | ---- |
| 269  | 272  | 235  | 233  | 231  | 221  | 211  | 227  | 199  |

| 1901 | 1906 | 1911 | 1921 | 1926 | 1931 | 1936 | 1946 | 1954 |
| ---- | ---- | ---- | ---- | ---- | ---- | ---- | ---- | ---- |
| 197  | 208  | 200  | 192  | 195  | 202  | 185  | 204  | 201  |

| 1962 | 1968 | 1975 | 1982 | 1990 | 1999 | 2008 | 2013 | 2018 |
| ---- | ---- | ---- | ---- | ---- | ---- | ---- | ---- | ---- |
| 204  | 210  | 218  | 282  | 325  | 317  | 334  | 377  | 411  |

| 2019 | - | - | - | - | - | - | - | - |
| ---- | - | - | - | - | - | - | - | - |
| 405  | - | - | - | - | - | - | - | - |

## Lieux et monuments
L'ancienne église Saint-Symphorien du XIIIe siècle a été dynamitée par les soldats allemands pendant la Seconde Guerre mondiale en 1944 car elle servait de repère pour les Anglais du fait de sa hauteur. Ses ruines se situent à la sortie du village dans le cimetière. Une nouvelle église Saint-Symphorien a été reconstruite en 1962 au centre du bourg.

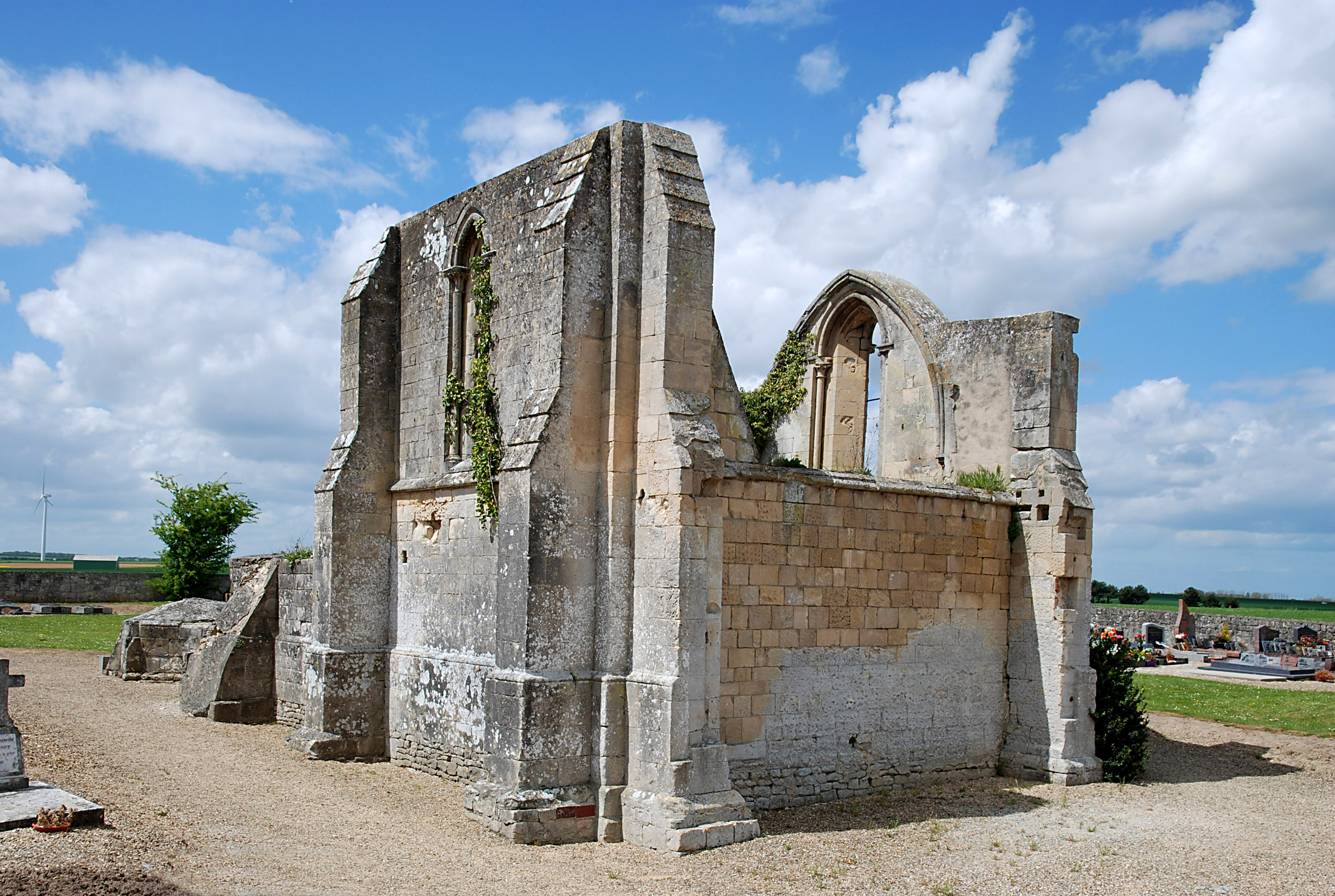
Les vestiges de l'ancienne église Saint-Symphorien au cimetière.
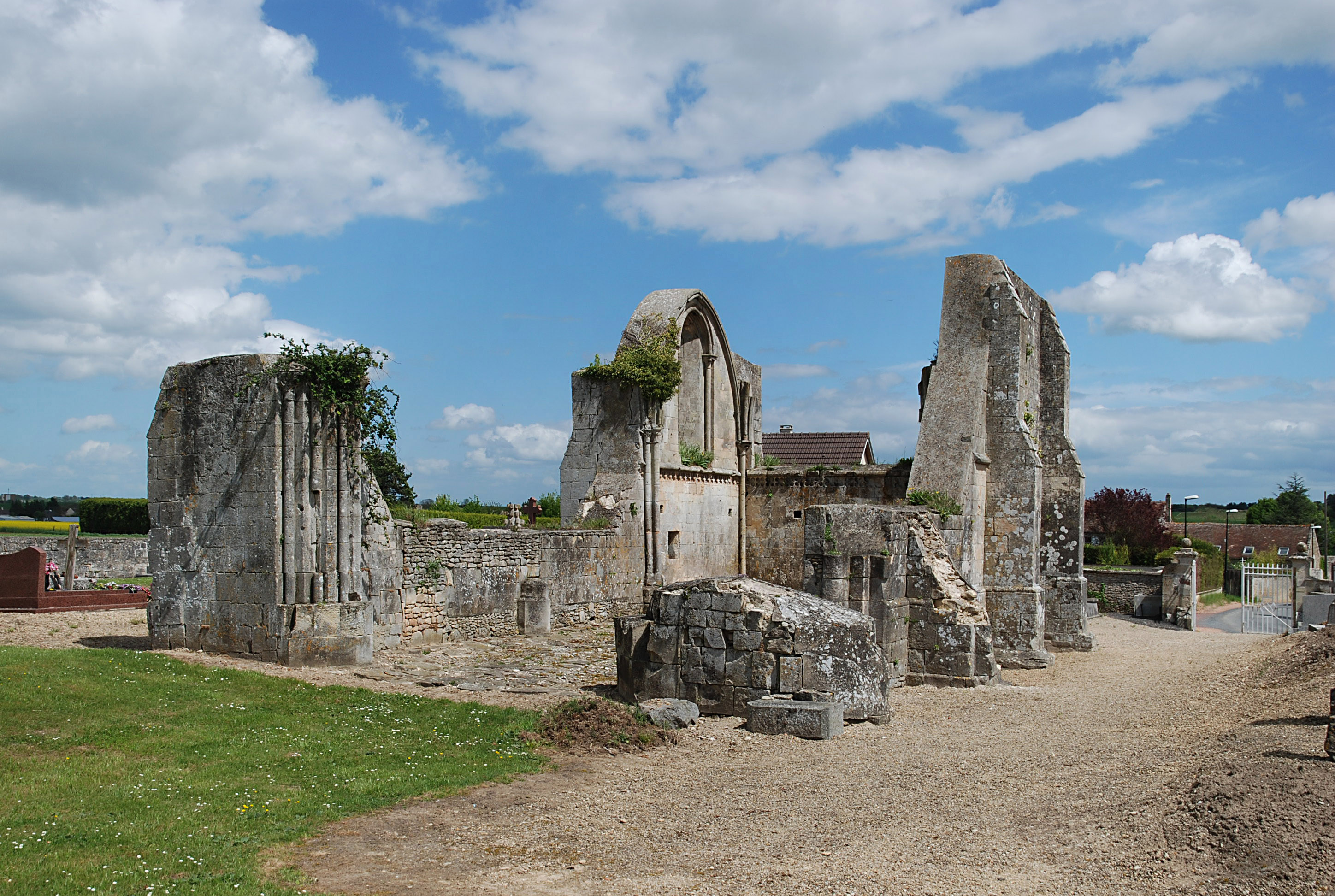
Les vestiges de l'ancienne église Saint-Symphorien au cimetière.

## Personnalités liées à la commune
- André Lemaître (1909-1995), peintre, maitre d'école à Billy de 1932 à 1959[7].